# Кренделев В'ячеслав Миколайович
В'ячеслав Миколайович Кренделев (туркм. Wýaçeslaw Nikolaýewiç Krendelew; 24 липня 1982, Ашхабад, Туркменська РСР, СРСР) — туркменський і російський футболіст, півзахисник. Виступав за збірну Туркменістану. Майстер спорту Росії.

## Біографія
Народився в Ашгабаті. З 5 років почав займатися в спортивній школі, куди його привів батько, який нетривалий час грав за «Копетдаг», мати інженер-електрик. Батьки проживають у Туркменістані. Одружений, весілля відбулася в березні 2009 року.

### Клубна кар'єра

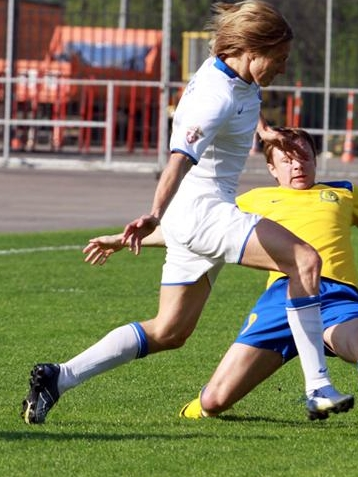
Кренделев у складі «Балтики»

Виступав за ашхабадский «Галкан», де одночасно пройшов строкову службу в армії, служив у спортроті елітного підрозділу внутрішніх військ, який займався охороною президента Туркменістану Сапармурата Ніязова. У 2003 році виступав за ашхабадську «Нісу». З 2004 року грав у казахстанському «Таразі». Потім перейшов в грозненський «Терек», з яким вийшов в Прем'єр-лігу, зайнявши 2-е місце в Першому дивізіоні в 2007 році. В кінці року став першим придбанням «Амкара», проте жодного матчу за пермяків так і не зіграв. У березні 2009 року перейшов в липецький «Металург» в оренду, строком на рік. 13 лютого 2011 року поповнив лави клубу «Луч-Енергія», за який провів 41 матч в першості, та 3 матчі в Кубку, забивши 2 м'ячі. У липні 2012 року підписав контракт зі «СКА-Енергією». 17 липня 2013 року повернувся в «Луч-Енергію». В лютому 2015 року отримав серйозну травму і вибув на півроку. У червні 2015 продовжив контракт з «Луч-Енергією» на один рік. Свій останній матч за «Луч-Енергію» В'ячеслав зіграв 21 травня проти «СКА-Енергії». Після закінчення професійної кар'єри деякий час грав у складі аматорської команди «Росінтер». В той же час відвідував тренерські курси. Після закінчення курсів став працювати тренером з фізичної підготовки у жіночій збірній Росії з футболу.

### Кар'єра в збірній
У 2004 році отримав виклик у національну збірну Туркменістану. У тому ж році виступив в основному турнірі Кубка Азії 2004. У серпні 2008 року у грі Кубка виклику АФК зі збірної Афганістану забив перший м'яч за збірну. 23 липня 2011 року забив другий гол за збірну Туркменістану в рамках відбірного турніру до чемпіонату світу 2014 року, вразивши ворота індонезійської збірної.

## Досягнення
- Чемпіон Туркменії: 2003
- Фіналіст Кубка Туркменістану: 2003
- Володар Кубка Казахстану: 2004
- Срібний призер Першого дивізіону Росії: 2007
- Володар Кубка ФНЛ: 2014

## Статистика виступів
| Сезон   | Клуб               | Країна       | Рівень ліги | И  | М |
| ------- | ------------------ | ------------ | ----------- | -- | - |
| 2000    | Галкан             | Туркменістан | 1           | 17 | 2 |
| 2001    | Галкан             | Туркменістан | 1           | 16 | 4 |
| 2002    | Галкан             | Туркменістан | 1           | 18 | 5 |
| 2003    | Ниса               | Туркменістан | 1           | 17 | 8 |
| 2004    | Тараз              | Казахстан    | 1           | 26 | 0 |
| 2005    | Тараз              | Казахстан    | 1           | 28 | 4 |
| 2006    | Тараз              | Казахстан    | 1           | 25 | 8 |
| 2007    | Терек              | Росія        | 2           | 36 | 3 |
| 2008    | Амкар              | Росія        | 1           | 0  | 0 |
| 2009    | Металлург (Липецк) | Росія        | 2           | 33 | 5 |
| 2010    | Балтика            | Росія        | 2           | 36 | 1 |
| 2011/12 | Луч-Энергія        | Росія        | 2           | 41 | 0 |
| 2012/13 | СКА-Энергія        | Росія        | 2           | 31 | 2 |
| 2013/14 | Луч-Энергія        | Росія        | 2           | 22 | 2 |